# En kvinnas mod
En kvinnas mod (Egymásra nézve)  är en ungersk film från 1982 regisserad av Károly Makk. Filmen utspelar sig i Budapest 1958, två år efter Ungernrevolten, och berättar om en kvinnlig journalist som undersöker ett fall av korruption inom det kollektiva jordbruket och parallellt med detta inleder ett förhållande med en kvinnlig kollega. Filmen hade Sverigepremiär den 26 augusti 1983.

## Handling
Den unga lesbiska journalisten Éva börjar sitt nya jobb på en tidning och blir snart förälskad i Livia, en gift kollega. Därefter berättas parallellt deras kärlekshistoria och om Évas journalistiska arbete kring politisk korruption. Livia håller i början avstånd till Éva men efter en natt tillsammans bestämmer hon sig för att skiljas från sin man. Hennes man, en arméofficer, blir våldsam och skadeskjuter henne med en pistol. Livia hamnar på sjukhus. Éva upptäcker vid ett besök på ett kollektivjordbruk att bönderna i trakten genom statligt tryck och korruption tvingats bilda ett kollektiv. Éva skriver en kompromisslös artikel om tillkomsten av jordbruket. Artikeln är politiskt farlig och hennes redaktör ber henne göra ändringar i texten. När Éva vägrar redigerar han själv texten, och Éva säger upp sig i protest. Éva besöker sin älskade Livia på sjukhuset, men Livia tar nu avstånd från Éva och den lesbiska kärleken. Avvisad både i kärlek och i arbete beger sig Éva till ett stängsel vid landgränsen väl medveten om att hon kommer att bli skjuten av gränsvakterna.

## Om filmen
Filmen är baserad på en delvis självbiografisk roman av den ungerska författaren Erzébet Galgóczi, som även skrev manuset tillsammans med Károly Makk.
Filmens kontroversiella ämne medförde att inga ungerska skådespelerskor tackade ja till huvudrollerna. Éva och Livia spelas av två polskor, Jadwiga Jankowska-Cieślak respektive Grażyna Szapołowska vars röster dubbades.

## Filmfestivalen i Cannes
När filmen var klar ville de ungerska myndigheterna redigera och klippa i filmen. Det förhindrades tack vare att uttagningskommitén för Filmfestivalen i Cannes uppmärksammade filmen. Den visades oklippt vid Cannesfestivalen 1982 där den vann FIPRESCI-priset och Jadwiga Jankowska-Cieślak  fick priset som bästa kvinnliga skådespelare.